# گومز پلاتا
گومز پلاتا (انگلیسی: Gómez Plata) نام شهری در کشور کلمبیا است.